# یاروسلاو نتولیچکا
یاروسلاو نتولیچکا (چکی: Jaroslav Netolička؛ زادهٔ ۳ مارس ۱۹۵۴) بازیکن و مربی فوتبال اهل چکسلواکی بود.
از باشگاه‌هایی که در آن بازی کرده‌است می‌توان به باشگاه فوتبال مونیخ ۱۸۶۰ و دوکلا پراگ اشاره کرد.
وی به‌همراه تیم ملی فوتبال چکسلواکی به مقام قهرمانی بازی‌های المپیک تابستانی ۱۹۸۰ رسیده‌است.